# أحمد المجاطي
أحمد المجاطي أو أحمد المعداوي (1936م، الدار البيضاء - 1995م)، شاعر مغربي، حصل على الإجازة من كلية الآداب بدمشق وأحرز على دبلوم الدراسات العليا سنة 1971 ثم على دكتوراه الدولة سنة 1992 وذلك من كلية الآداب والعلوم الإنسانية بالرباط حيث اشتغل أستاذا جامعيا إلى أن توفي سنة 1995.
انضم إلى اتحاد كتاب المغرب سنة 1968. قاوم إغراءات الإكثار من الإنتاج، رافضا أن يكون لسان الغير على مستوى القاموس اللغوي والإيقاع والصور والأخيلة، أو الانتساب لمدرسة شعرية معينة، لذلك تعددت المؤثرات والظلال في شعره ونجح في إخفائها في تلابيب لغته الصافية وخبايا ذاته الملتهبة ووجدانه المنكسر جراء الإخفاقات، فأعانه كل ذلك على كتابة «القصيدة الفريدة الغراء» إذ في سنة 1987 م نشر المجلس القومي للثقافة العربية، ديوان أحمد المجاطي الوحيد «الفروسية». وهو الديوان الذي سبق للشاعر أن نال به جائزة «ابن زيدون للشعر»، من المعهد الإسباني العربي للثقافة بمدريد سنة 1985 م.  وهو يحتوي على ثماني عشرة قصيدة. وجاء تجديده غير مسبوق، وإضافة نوعية إلى القصيدة المغربية الحديثة، ماثلة في كل نماذجه، وهي سمات يقر بها من حاولوا السير على منواله أو اتخذوا لهم نهجهم الخاص، كما ساهم مع ثلة من زملائه في إرساء أُسس الخطاب النّقدي الحديث، حيث المجاطي باحث وأستاذ في الجامعات المغربية،

## مؤلفاته
علاوة على كتابة الشّعر.. قام بتأليف دراستين الأولى عن «ظاهرة الشعر الحديث»، والثانية عن «أزمة الحداثة في الشعر العربي الحديث»، ونال بهما على التوالي درجتي الماجستير ودكتوراه الدولة من الجامعة المغربية، عدا ديوانه الوحيد «الفروسية» المطبوع مرتين. وقد أطلقت عليه رابطة أدباء المغرب لقب «شاعر المغرب».

## الجوائز
- نال جائزة «ابن زيدون للشعر»، من المعهد الإسباني العربي للثقافة بمدريد سنة 1985م.
- جائزة المغرب.